# Adephaga
Il sottordine degli Adephaga Schellenberg, 1806, (dal greco ἀδηφάγος, adephagos, "ingordo") è il secondo raggruppamento dell'ordine dei Coleoptera come rappresentatività e numero di specie comprese.

## Morfologia
Gli Adephaga si distinguono dai Polyphaga, l'ordine comprendente la maggior parte dei coleotteri, principalmente per avere il primo segmento addominale diviso in due parti dalle coxe delle zampe posteriori.

Ulteriori caratteristiche sono il pronoto separato dalle pleure dalle suture notopleurali, i trocanteri  generalmente espansi e le coxe posteriori saldate al metasterno.

Le antenne sono generalmente filiformi (esclusi i girinidi), mai flabellate o clavate, gli occhi composti sono talvolta suddivisi.

## Biologia
La maggior parte degli Adephaga sono predatori.

I carabidi sono per la stragrande maggioranza terrestri, mentre le rimanenti famiglie sono più o meno adattate alla vita acquatica.

## Sistematica
Gli Adephaga comprendono attualmente le seguenti famiglie:
- Tritarsidae Hong, 2002 †
- Gyrinidae Latreille, 1810
- Trachypachidae Thomson, 1857
- Rhysodidae Laporte, 1840
- Carabidae Latreille, 1802
- Haliplidae Aubé, 1836
- Triaplidae Ponomarenko, 1977 †
- Colymbotethidae Ponomarenko, 1994 †
- Parahygrobiidae Ponomarenko, 1977 †
- Coptoclavidae Ponomarenko, 1961 †
- Liadytidae Ponomarenko, 1977 †
- Meruidae Spangler and Steiner, 2005
- Noteridae Thomson, 1860
- Amphizoidae LeConte, 1853
- Aspidytidae Ribera, Beutel, Balke and Vogler, 2002
- Hygrobiidae Régimbart, 1879 (1837)
- Dytiscidae Leach, 1815